# Serranillos del Valle
Serranillos del Valle – miasto w Hiszpanii we wspólnocie autonomicznej Madryt, 32 km od Madrytu. W pobliżu miasta przebiega autostrada A-42.